# Бобик у гостях у Барбоса (мультфільм)
«Бобик у гостях у Барбоса» — радянський мальований мультфільм за однойменним оповіданням Миколи Носова, знятий режисером Володимиром Поповим у 1977 році.

## Сюжет
Рано-вранці дідусь вигулює свого домашнього улюбленця — пса Барбоса. Потім залишає його одного будинку, а сам іде на роботу до вечора, залишивши Барбоса «за господаря». Барбосу нудно одному, і він запрошує у гості дворового пса Бобика. Барбос зображає із себе господаря квартири: безцеремонно спустошує холодильник, влаштовує катання по залитій киселем підлозі, відвертає портрет дідуся, заявляючи: "А що мені дідусь? Тут все моє! і «А якщо дідусь не слухається, то я його віником», всіляко намагаючись вразити Бобика.
Зруйнувавши все, що можна і що не можна, герої лягають спати на ліжко дідуся, і їм сниться сон, в якому вони ведуть дідуся, господаря Барбоса, на повідку і співають пісню:

«Людина собаці друг — це знають усі довкола!

 Зрозуміло всім, як двічі дві — немає добрішої істоти!

 Ще ніхто не помічав, щоб хоч раз він загарчав.

 Він не гавкає, не кусається, на перехожих не кидається,

 І на кішок — нуль уваги! Оце виховання!»

Увечері приходить з роботи дідусь і, побачивши, що вчинили в будинку собаки, було кинувся за віником, щоб провчити їх, проте послизається на киселі і падає, від чого собаки прокидаються. Тоді дідусь у серцях жбурляє в Барбоса тапком, і той ховається під ліжко. Бобик рятується втечею через вікно, слідом йому летить віник.
Дідусь сидить у кріслі-гойдалці, оглядаючи погром і не знаючи, що робити. Лунає дзвінок у двері, Барбос, виляючи хвостом, приносить дідусеві капці, а в дверях сидить винний Бобик з віником у зубах, і дідусь його прощає, гладить по голові і впускає до будинку.

## Ролі  озвучували
- Юрій Нікулін — Бобик
- Олег Табаков — Барбос / Дідусь

## Творці
- Автор сценарію: Михайло Лібін
- Режисер: Володимир Попов
- Художники-постановники: Микола Єрікалов, Левон Хачатрян
- Художники-мультиплікатори: Марина Рогова, Микола Федоров, Олег Комаров, Федір Єлдінов, Сергій Маракасов, Наталія Богомолова, Ельвіра Маслова
- Оператор: Кабул Расулов
- Композитор: Володимир Комаров
- Звукооператор: Борис Фільчиков
- Монтажник: Наталія Степанцева
- Редактор: Раїса Фричинська
- Директор картини: Федір Іванов

## Оцінки
Говорячи про роботи Володимира Попова взагалі і про мультфільм «Бобик у гостях у Барбоса», зокрема, кінознавець Сергій Капков зазначав, що вони «вирішені в гумористичному ключі, їх відрізняють захоплюючі сюжети, соковиті характери, легкі, яскраві малюнки, музичність».

## Перевидання на DVD
У 2005 році мультфільм увійшов до збірки мультфільмів «Барбос і компанія», виданий на DVD кіностудією «Союзмультфільм».

## Аудіоказка
У 1990-ті роки на аудіокасетах виданням Twic Lyrec була випущена аудіоказка з однойменного мультфільму з текстом Олександра Пожарова .
 